# Gepaepyris
Gepaepyris, död 39, var regerande drottning av Bosporanska riket 37-39 e. Kr. 
Hon var dotter till Cotys III och Antonia Tryphaena. 
Hon gifte sig med Tiberius Julius Aspurgus och efterträdde honom vid hans död.